# Тайна Анри Пика
 «Тайна Анри Пика» (фр. Le Mystère Henri Pick) — французская детективная комедия режиссёра Реми Безансона, снятая в 2019 году. Экранизация одноимённого романа Давида Фонкиноса.

## Сюжет
В древней библиотеке, расположенной в Крозоне, местный библиотекарь решил выделить комнату для рукописей, от которых отказались издатели. Тем образом, у каждого отвергнутого автора есть святилище, в которое он может поместить свой текст. Молодой редактор обнаруживает там роман «Последние часы любовной истории», который считает необычным и который сразу же решает опубликовать. Роман становится бестселлером.
Его автором стал некто Анри Пик, владелец пиццерии в той же деревне, умерший двумя годами ранее. Но его вдова и дочь говорят, что никогда не видели, чтобы он читал или писал. Убеждённый, что это всего лишь искусная подделка, известный литературный критик Жан-Мишель Руш решает возглавить расследование с неожиданной помощью дочери загадочного Анри Пика.

## В ролях
- Фабрис Лукини — Жан-Мишель Руш
- Камилль Коттен — Жозефина Пик
- Алис Изас — Дафна Десперо
- Бастьен Буйон — Фред Коскас
- Астрид Веттналл — Инес де Креси
- Жозиан Столеру — Мадлен Пик
- Ханна Шигулла — Людмила Блавицкая